# Alfonso VII de León
Alfonso VII de León, llamado «el Emperador» (Caldas de Reyes, 1 de marzo de 1105-Santa Elena, 21 de agosto de 1157), fue rey de León y emperador de Hispania entre 1126 y 1157. Hijo de la reina Urraca I de León y del conde Raimundo de Borgoña, fue el primer rey leonés miembro de la Casa de Borgoña, cuya línea legítima derivada del matrimonio de Alfonso XI y María de Portugal se extinguió tras el asesinato de Pedro I en 1369, lo que posibilitó la sucesión al trono de la línea extramatrimonial de los hijos que tuvo Alfonso XI con Leonor de Guzmán en la persona de Enrique II de Castilla, primer rey Trastámara.
Retomando la vieja idea imperial de Alfonso III y Alfonso VI, el 26 de mayo de 1135 fue coronado Imperator totius Hispaniae (emperador de Hispania) en la Catedral de León, recibiendo homenaje, entre otros, de su cuñado Ramón Berenguer IV, conde de Barcelona.

## Biografía

### Origen y familia
Alfonso era el segundo hijo de Urraca, hija de Alfonso VI de León, y de su primer esposo, Raimundo de Borgoña. Nació el 1 de marzo de 1105, apenas dos años antes de la muerte de su padre en septiembre del 1107. Tenía una hermana mayor, Sancha, que había nacido antes del 1095.

### Conflictos en Galicia
Tras la muerte  de su padre, Raimundo de Borgoña en 1107, y de su abuelo Alfonso VI en 1109, su madre Urraca contrajo un nuevo matrimonio para poder acceder a los tronos del reino de León y del reino de Castilla. El elegido por Alfonso VI resultó ser el rey aragonés Alfonso I el Batallador y provocó el rechazo de amplios sectores de la nobleza.
Entre los contrarios a este enlace matrimonial se destacaron los nobles gallegos, debido a la pérdida del entonces infante de cinco años Alfonso Raimúndez de los derechos al trono del reino de León tras el pacto matrimonial firmado entre Urraca y Alfonso I de Aragón, que estipulaba que los derechos de sucesión pasarían al hijo que pudieran tener. La nobleza gallega encabezada por el obispo de Santiago de Compostela, Diego Gelmírez, y el tutor del infante, Pedro Froilaz, el conde de Traba, se rebelaron y el ayo del joven príncipe proclamó a Alfonso Raimúndez con siete años de edad rey de Galicia el 17 de septiembre de 1111, lo que obligó a Alfonso el Batallador a intervenir para restablecer el orden. Es discutido el sentido de esta proclamación, sin que pueda dilucidarse si se pretendía con ello establecer un reino independiente o no; es más probable que simplemente se tratara de otorgar la categoría de correinante a Alfonso Raimúndez con un grado igual al de su madre. La inhábil política de Gelmírez al no facilitar la sumisión de Portugal, cerró el camino para el triunfo de la revuelta, que obtuvo apoyo entre la nobleza gallega, pero que también generó opositores entre los sectores partidarios de Alfonso el Batallador, como ocurrió en Lugo. El Batallador actuó en Galicia, pues estaba incorporada de derecho a su reino por las capitulaciones matrimoniales, que establecían que el hijo de Alfonso y Urraca podría reinar en la mayoría de los territorios de la España cristiana: Aragón, Pamplona, León y Castilla; a excepción solo del condado de Barcelona y otros condados pirenaicos, como el de Urgel.
Alfonso I, finalmente, se dirigió contra los partidarios de Alfonso Raimúndez derrotándolos en Villadangos en octubre o noviembre de 1111 con la ayuda del conde de Portugal, Enrique de Borgoña, tío de Alfonso VII. Con esta victoria el Batallador desbarató el intento político del obispo de Santiago de Compostela y sus partidarios, capturó a Pedro Froilaz (que sería liberado poco después) y debilitó a sus oponentes. Sin embargo, Gelmírez y Alfonso Raimúndez consiguieron huir. La actitud de Urraca I en todo el conflicto es discutida, mientras que la Historia compostelana (que es una fuente parcial, pues se trata de una biografía dedicada a exaltar la política del obispo Gelmírez) señala que Urraca estuvo de acuerdo con la coronación de Alfonso Raimúndez (pese a que ello hubiera supuesto aceptar una corregencia dirigida por Gelmírez y sus colaboradores), existe un documento que manifiesta que el 2 de septiembre de 1111 (solo quince días antes del acto de la proclamación de su hijo como rey de Galicia) Urraca firmaba en Burgos junto con su esposo Alfonso el Batallador una donación a favor del monasterio de Oña, y en octubre lo hacía del mismo modo en otra suscrita en Briviesca. Ambos documentos fueron redactados por el canónigo de Santiago de Compostela, cuyo cargo lo hace cercano al obispo, por lo que el juego de alianzas políticas dista de ser sencillo.

### Señor al sur del Duero
En 1116 Urraca hizo una jugada maestra para debilitar tanto al rey aragonés como a sus opositores leoneses: cedió el gobierno de los territorios al sur del Duero, dominados en esencial por el Batallador, a su hijo. Alfonso marcharía a Toledo, donde quedaría bajo la tutela del fiel arzobispo Bernardo, se alejaría de sus problemáticos partidarios gallegos y disputaría la región al monarca aragonés. A finales de noviembre de ese año, Alfonso ya se hallaba al sur del Duero. El 16 de noviembre de 1117, entró en Toledo; la ciudad dejó de estar dominada por el Batallador y la zona volvió a someterse fundamentalmente a Urraca. El joven Alfonso, por su parte, comenzó a emplear el título de emperador.
El 25 de mayo del 1124 se encontraba en Santiago de Compostela, donde el obispo Gelmírez le armó caballero, ceremonia mediante la cual alcanzó la mayoría de edad. Aunque su madre no estuvo presente, parece que el acto contó con su anuencia.
Cuando su madre falleció el 8 de marzo del 1126 en Saldaña, Alfonso se encontraba en el cercano Sahagún. Al día siguiente, marchó a León para recibir la sumisión de la nobleza, el clero y el pueblo. Salvo en el caso del castillo leonés, que hubo de tomarse al asalto, el reconocimiento de la autoridad de Alfonso fue general y rápido.

### Rey de León
El 10 de marzo de 1126, tras la muerte de su madre, Alfonso VII fue coronado rey de León en la catedral de León  y de inmediato emprendió la reclamación de Castilla, donde su padrastro, Alfonso I de Aragón, contaba con importantes guarniciones militares que le aseguraban su dominio. Entre estas destacan Burgos y Carrión de los Condes, cuya población se decanta por el nuevo rey y en 1127 entregan las plazas a Alfonso VII.
Alfonso el Batallador reacciona y se dirige contra Alfonso VII al frente de un numeroso ejército. Ambos se encuentran en el valle de Támara. Sin embargo, no se produce un enfrentamiento entre los ejércitos debido a que los dos monarcas tienen situaciones más graves a las que hacer frente: Alfonso VII debe atender las veleidades territoriales de su tía Teresa de León y Alfonso I, a las amenazas de los almorávides. Se llega entonces a un acuerdo que se plasma en un pacto conocido como las Paces de Támara, en el que se establecen las fronteras entre el reino leonés y el aragonés, volviendo a los límites fijados por Sancho III el Mayor, y se zanjan las disputas entre ambos firmantes renunciando el monarca aragonés al título de emperador, que había utilizado entre 1109–1114 tras su matrimonio con Urraca I de León. Este matrimonio se había anulado al considerarse que no fue consumado, por lo que la unión dinástica los reinos peninsulares cristianos —a excepción de Portugal— no tuvo lugar hasta el reinado de los Reyes Católicos (unión dinástica, no propiamente de los reinos, que permanecieron independientes, con cortes propias, así como los diversos estados de Aragón, de los que Isabel I no fue reina).
Tras el pacto alcanzado con el rey de Aragón, Alfonso VII se dirige hacia Galicia desde donde se interna en el condado Portucalense, que rige su tía Teresa, y tras arrasarlo vuelve a León para casarse con Berenguela, hija de Ramón Berenguer III, en 1128.
Ese mismo año logra que su tía Teresa de León reconociera su soberanía, aunque dicho reconocimiento sería efímero porque el 24 de junio Teresa se ve obligada a huir a Galicia cuando su hijo, Alfonso Enríquez, la derrota en la batalla de San Mamede, que será el origen de la futura independencia del reino portugués.
En 1130 depone a los obispos de León, Salamanca y Oviedo, que se habían opuesto a su matrimonio con Berenguela. Esto provoca el rechazo de parte de la nobleza, encabezada por Pedro González de Lara, Beltrán de Risnel y Pedro Díaz de Aller, que se rebela contra el monarca y toma Palencia. Alfonso VII acude a la ciudad y restablece el orden apresando a los cabecillas.

### Aspiraciones territoriales

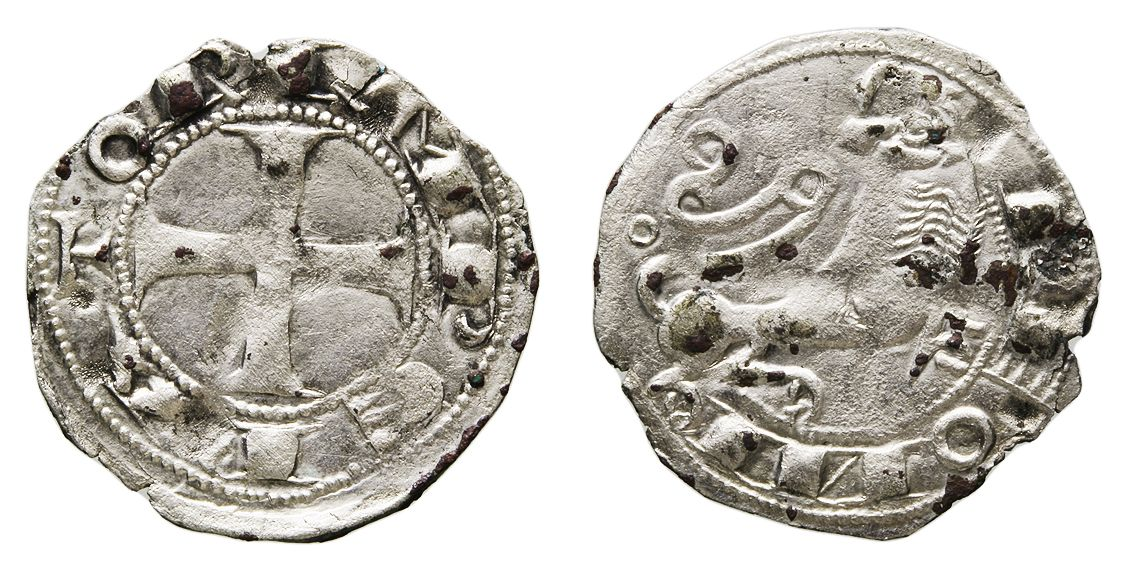
Óbolo de Alfonso VII con la leyenda "Imperator Leoni".

Tras la muerte sin descendencia del rey de aragoneses y pamploneses Alfonso I el Batallador (1134), Alfonso VII reclamó el trono de su padrastro alegando para ello ser tataranieto de Sancho III el Mayor. La candidatura de Alfonso no fue aceptada ni por los nobles aragoneses, que nombraron rey de Aragón al hermano de Alfonso I, Ramiro II el Monje, ni por los nobles pamploneses, que eligieron como rey de Pamplona a García Ramírez. A pesar de ello, Alfonso ocupa La Rioja y Zaragoza, ciudad esta última que entregaría al recién nombrado rey aragonés a cambio de su juramento de vasallaje.
Posteriormente, apoyado por nobles del norte de los Pirineos, controló amplios territorios del sur de Francia, llegando hasta el río Ródano, lo que le valió para retomar la vieja idea imperial de Alfonso III y, el 26 de mayo de 1135, se hace coronar, en la catedral de LeónImperator totius Hispaniae (Emperador de toda España) por el obispo Arriano ante Guido de Vico, legado del papa Inocencio II. En dicha ceremonia recibirá el homenaje, entre otros, de su cuñado Ramón Berenguer IV, conde de Barcelona, de su primo el rey García Ramírez de Pamplona, del conde Alfonso Jordán de Tolosa  y de otros señores y embajadores de Gascuña y del Mediodía francés, como el conde de Cominges, el conde de Foix y el señor de Montpellier, de Ermengol VI de Urgel, y de representantes de varios de los principales linajes musulmanes, como el caudillo ismaelita Sayf al-Dawla, más conocido como Zafadola. No asisten su también primo Alfonso Enríquez ni el rey aragonés Ramiro II de Aragón, con el que se encuentra enemistado por la ocupación de Zaragoza.
La enemistad con el monarca aragonés se resuelve en 1136 cuando Alfonso VII desposee del señorío zaragozano al rey navarro y se lo ofrece a Ramiro II el Monje en el pacto por el que llegan tras acordar la boda de sus hijos Petronila y Sancho, aunque finalmente el matrimonio no se celebrará, ya que Petronila se casa con el conde barcelonés Ramón Berenguer IV, lo que va a suponer la unión entre el condado de Barcelona y el reino de Aragón.
Asegurado el flanco aragonés de su reino, Alfonso centra su mirada en la reconquista de las tierras en manos de los musulmanes.

### Reconquista
Desde 1138 Alfonso VII centra su atención en el sur peninsular ocupado por los almorávides y los almohades. Para ello intervino activamente en los enfrentamientos entre las dos dinastías bereberes y llevó a cabo expediciones y ataques de saqueo incitando a las poblaciones a sublevarse contra ellos, para lo cual contó con la ayuda de dos caudillos hispanomusulmanes: el ya citado Zafadola e Ibn Mardanish, conocido como «el rey Lobo».
En 1139, tomó la fortaleza de Oreja desde la que se amenazaba Toledo, en 1142 se hace con Coria, y en 1144 con Jaén y Córdoba, aunque esta última volverá a caer ese mismo año en manos musulmanas.
En 1146, se produce una invasión almohade que tras desembarcar en Algeciras se hace con importantes territorios, por lo que Alfonso VII se ve obligado a pactar con el caudillo almorávide Ibn Ganiya para organizar la resistencia. Se entrevista con Ramón Berenguer IV y con García Ramírez y acuerdan la conquista de Almería en poder de los almorávides. Para ello cuentan, además, con el apoyo de la flota genovesa y con cruzados franceses que responden al llamamiento que ha realizado el papa Eugenio III. Almería es tomada en octubre de 1147.
En 1150, falleció el monarca pamplonés García Ramírez, y Alfonso VII firma, el 27 de enero de 1151, con Ramón Berenguer IV, princeps de Aragón, el Tratado de Tudilén, el cual es un acuerdo por el que ambos acuerdan repartirse el reino de Pamplona, además de reconocerse a Ramón Berenguer IV el derecho de conquista sobre Valencia, Denia y Murcia.
En 1157, los almohades recuperaron el control de la ciudad de Almería y Alfonso VII parte para intentar reconquistarla. Fracasa en el intento y cuando regresaba a León muere el 21 de agosto. Su hijo Fernando le sucedió en el trono de León, mientras que su otro hijo, Sancho, ocupó el trono de Castilla.

### Lugar de fallecimiento
El lugar exacto del fallecimiento de Alfonso VII está en duda, aunque existe constancia histórica de que acaeció en el paraje de «La Fresneda» a su regreso del sitio de Almería, el 21 de agosto de 1157. Así se puede leer en la versión que ofrece la Crónica de Castilla escrita hacia el año 1300:

[...] E tornóse el emperador para Baeça con grande onrra e dexó ý a su fijo, el ynfante don Sancho, por guarda de su tierra. E passó el puerto del Muradal e llegó a vn lugar que llaman las Feynedas. E ferióle ý el mal de la muerte, e morió ý so vna enzina. E leuáronlo a Toledo e enterráronlo aý muy honrradamente [...]

En coherencia con este texto, la tradición sostiene que se corresponde con el actual paraje conocido como «Fuente del Emperador» situado en el municipio de El Viso del Marqués (hasta el s. XVI, «Viso del Puerto», provincia de Ciudad Real) en cuyo extenso término municipal se halla el Puerto Muradal que nombran las crónicas y que ya había traspasado el rey antes de morir (antesala de Sierra Morena desde La Mancha y principal paso natural hacia el desfiladero de Despeñaperros, pero no parte integrante de este). Las aguas y torrentes de esta localidad confluyen en el río llamado Fresnedas (cabecera del Jándula en la vertiente Norte de Sierra Morena).
Escritores posteriores renacentistas introdujeron elementos nuevos que modifican la historia. El talaverano Juan de Mariana en su Historia General de Castilla (1601) refiere que el emperador cae enfermo en el «bosque de Cazlona» (que se ha querido identificar con Cástulo), aunque no dice en absoluto que muriese allí. Sin embargo, esta referencia topográfica hacia la Alta Andalucía es aprovechada por el jienense Martín Ximena Jurado para redactar motu proprio en sus "Anales del municipio Albense Urgavonense o villa de Arjona" (1643) que la localización de la muerte tuvo lugar «en el término de Baeza (adonde bolviéndose con su ejército [...]) le asaltó la muerte» en un paraje que se quiere hacer corresponder con el actual de «La Aliseda» en Santa Elena. Estas circunstancias (que reubican el emplazamiento decenas de leguas hacia el sur y nos hablan de un retroceso no justificado de las tropas alfonsinas) no están recogidas en la revisiones de los más importantes historiadores de la actualidad: no figuran en "Noticias y documentos para la historia de Baeza" (2007) de Fernando de Cózar Martínez, ni tampoco aparecen en ninguno de los ensayos acerca de Baeza de José Rodríguez Molina..

## Sepultura

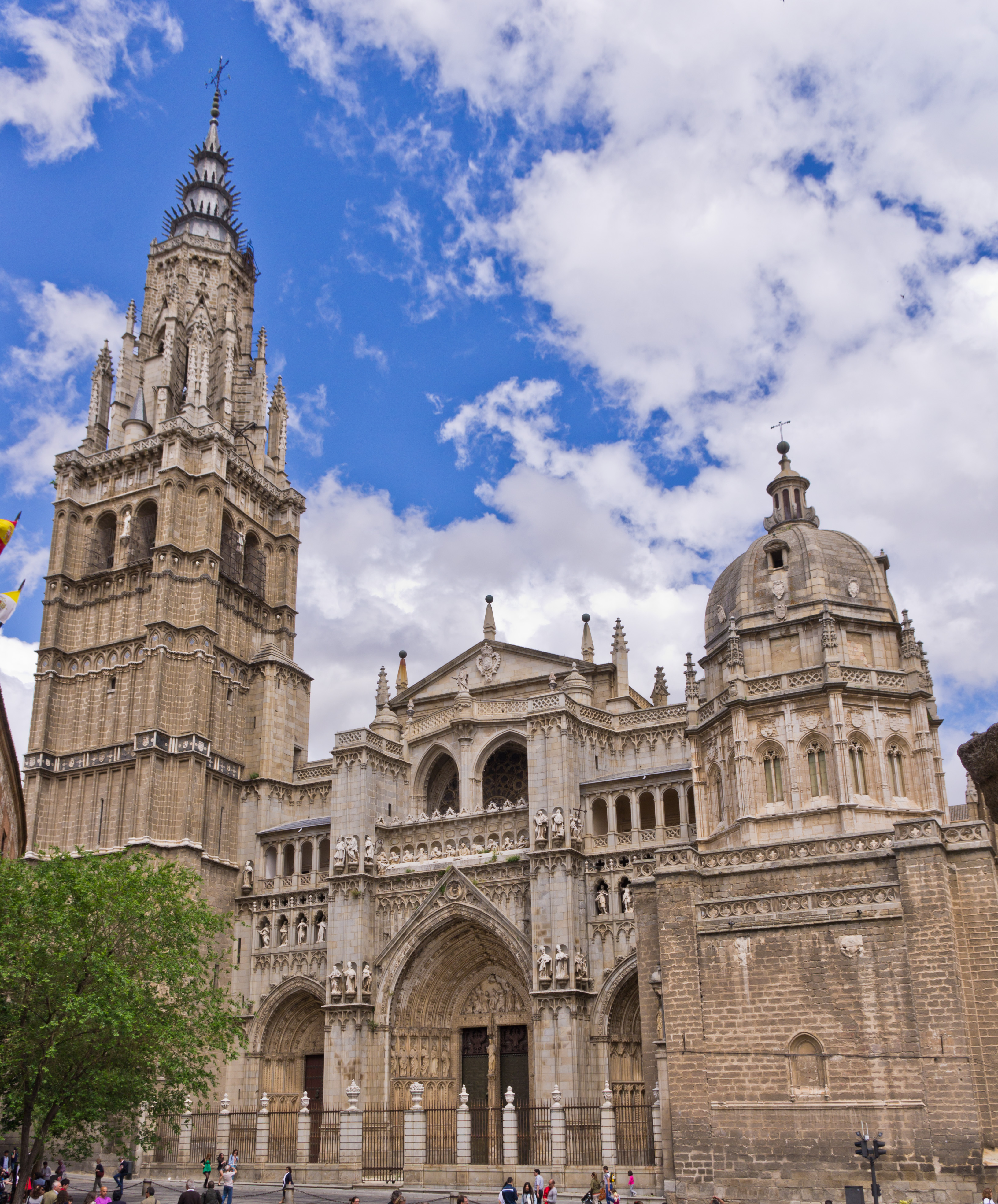
Catedral de Toledo, donde fue sepultado Alfonso VII el Emperador.

Después de su defunción en agosto de 1157, el cadáver de Alfonso VII el Emperador fue conducido a la ciudad de Toledo, donde recibió sepultura en la Catedral de la ciudad, siendo el primer soberano leonés en ser inhumado allí.
Los restos mortales del rey fueron depositados en un sepulcro, que probablemente sería colocado en el presbiterio de la primitiva catedral toledana. Décadas más tarde, el rey Sancho IV de Castilla ordenó edificar en el interior de la Catedral de Toledo la Capilla de la Santa Cruz, a la que el 21 de noviembre de 1289 fueron trasladados los restos de los reyes Alfonso VII de León el Emperador, Sancho III de Castilla y Sancho II de Portugal, que se encontraban sepultados en la capilla del Espíritu Santo de la catedral. Posteriormente, en 1295, Sancho IV el Bravo fue sepultado en la Catedral de Toledo, en un sepulcro colocado junto al que contenía los restos de Alfonso VII.
A finales del siglo XV, el cardenal Cisneros ordenó edificar la actual capilla mayor de la Catedral de Toledo, en el lugar que ocupaba la capilla de Santa Cruz. Una vez obtenido el consentimiento de los Reyes Católicos, la capilla de Santa Cruz fue demolida y, los restos de los reyes allí sepultados, fueron trasladados a los sepulcros que el Cardenal Cisneros ordenó labrar al escultor Diego Copín de Holanda, y que fueron colocados en el nuevo presbiterio de la catedral toledana. Debido a la nueva colocación de los mausoleos reales, Alfonso VII compartió mausoleo, en el lado del Evangelio del presbiterio, con el infante Pedro de Aguilar, hijo ilegítimo de Alfonso XI de Castilla, cuya estatua yacente aparece colocada por encima de la que representa a Alfonso VII el Emperador.
La estatua yacente representa a Alfonso VII con barba, ceñida la frente con corona real y descansando la cabeza sobre dos almohadones recamados. El monarca aparece vestido con una túnica de amplios pliegues y cubierto por un manto real. Las manos aparecen cruzadas sobre el regazo y sus pies, que calzan chapines, se apoyan sobre una figura de león. La caja del sepulcro presenta dos escenas simétricas entre columnas, en las que se representan sendos ángeles afrontados sujetando entre sus manos el escudo de Castilla y el de León.

## Familia

### Matrimonios y descendencia
Entre finales de 1127 y principios de 1128 contrajo matrimonio, en el Castillo de Saldaña, con Berenguela de Barcelona, hija del conde Ramón Berenguer III. Fruto del primer matrimonio del rey nacieron los siguientes hijos:
- Ramón de Castilla, vivía en 1136 y falleció en la infancia.[c]
- Sancho III de Castilla (1133[28][29]-1158). Sucedió a su padre como rey de Castilla.
- Fernando II de León[29] (1137-1188). Sucedió a su padre como rey de León.
- Constanza de Castilla[30] (ca. 1136/1141-1160). Contrajo matrimonio en 1154 con el rey Luis VII de Francia.
- Sancha de Castilla[30] (1137-1179), contrajo matrimonio con el rey Sancho VI el Sabio, rey de Navarra.
- García de Castilla[30] (1142-1146).
- Alfonso de Castilla[30] (1144/1146-c. 1149]). Fue sepultado en el monasterio de San Clemente en Toledo.

Volvió a casarse en la ciudad de Soria en 1152 con Riquilda de Polonia, hija del duque Vladislao II el Desterrado. Tuvieron dos hijos:
- Fernando de Castilla (1153-1157), muerto a los cuatro años
- Sancha de Castilla[34][35] (1154-1208). Contrajo matrimonio en la ciudad de Zaragoza en 1174 con Alfonso II de Aragón.

De su relación extramatrimonial con Gontrodo Pérez nació:
- Urraca Alfonso la Asturiana[37][36] (1133-1189). Contrajo matrimonio en 1144 con el rey García Ramírez de Pamplona.[38]

De su relación extramatrimonial con Urraca Fernández de Castro, hija de Fernando García de Hita y de Estefanía Armengol y viuda del conde Rodrigo Martínez, fue padre de:
- Estefanía Alfonso la Desdichada, nacida entre 1139 y 1148[e] y fallecida en 1180. Contrajo matrimonio con Fernando Rodríguez de Castro el Castellano, quien la asesinó en 1180, hecho que inspiró la tragicomedia titulada La desdichada Estefanía, escrita por Félix Lope de Vega y Carpio en 1604.

### Ancestros
| \| \| \| \| \| \| \| \| \| \| \| \| \| \| \| \| \| \| \| \| 16. Otón-Guillermo de Borgoña \| \| \| \| \| \| \| \| \| \| \| \| \| \| \| \| \| \| \| \| \| \| \| \| \| \| \| \| \| \| \| \| \| \| \| \| \| \| \| \| \| \| \| \| \| \| \| \| \| \| \| \| \| \| 8. Reginaldo I de Borgoña \| \| \| \| \| \| \| \| \| \| \| \| \| \| \| \| \| \| \| \| \| \| \| \| \| \| \| \| \| \| \| \| \| \| \| \| \| \| \| \| \| \| \| \| \| \| \| \| \| \| \| \| \| \| 17. Ermentrude de Roucy \| \| \| \| \| \| \| \| \| \| \| \| \| \| \| \| \| \| \| \| \| \| \| \| \| \| \| \| \| \| \| \| \| \| \| \| \| \| \| \| \| \| \| \| \| \| \| \| \| \| \| \| \| \| 4. Guillermo I de Borgoña \| \| \| \| \| \| \| \| \| \| \| \| \| \| \| \| \| \| \| \| \| \| \| \| \| \| \| \| \| \| \| \| \| \| \| \| \| \| \| \| \| \| \| \| \| \| \| \| \| \| \| \| \| \| 18. Ricardo II de Normandía \| \| \| \| \| \| \| \| \| \| \| \| \| \| \| \| \| \| \| \| \| \| \| \| \| \| \| \| \| \| \| \| \| \| \| \| \| \| \| \| \| \| \| \| \| \| \| \| \| \| \| \| \| \| 9. Adelaida de Normandía \| \| \| \| \| \| \| \| \| \| \| \| \| \| \| \| \| \| \| \| \| \| \| \| \| \| \| \| \| \| \| \| \| \| \| \| \| \| \| \| \| \| \| \| \| \| \| \| \| \| \| \| \| \| 19. Judith de Bretaña \| \| \| \| \| \| \| \| \| \| \| \| \| \| \| \| \| \| \| \| \| \| \| \| \| \| \| \| \| \| \| \| \| \| \| \| \| \| \| \| \| \| \| \| \| \| \| \| \| \| \| \| \| \| 2. Raimundo de Borgoña \| \| \| \| \| \| \| \| \| \| \| \| \| \| \| \| \| \| \| \| \| \| \| \| \| \| \| \| \| \| \| \| \| \| \| \| \| \| \| \| \| \| \| \| \| \| \| \| \| \| \| \| \| \| 20. \| \| \| \| \| \| \| \| \| \| \| \| \| \| \| \| \| \| \| \| \| \| \| \| \| \| \| \| \| \| \| \| \| \| \| \| \| \| \| \| \| \| \| \| \| \| \| \| \| \| \| \| \| \| 10. \| \| \| \| \| \| \| \| \| \| \| \| \| \| \| \| \| \| \| \| \| \| \| \| \| \| \| \| \| \| \| \| \| \| \| \| \| \| \| \| \| \| \| \| \| \| \| \| \| \| \| \| \| \| 21. \| \| \| \| \| \| \| \| \| \| \| \| \| \| \| \| \| \| \| \| \| \| \| \| \| \| \| \| \| \| \| \| \| \| \| \| \| \| \| \| \| \| \| \| \| \| \| \| \| \| \| \| \| \| 5. Estefanía de Borgoña \| \| \| \| \| \| \| \| \| \| \| \| \| \| \| \| \| \| \| \| \| \| \| \| \| \| \| \| \| \| \| \| \| \| \| \| \| \| \| \| \| \| \| \| \| \| \| \| \| \| \| \| \| \| 22. \| \| \| \| \| \| \| \| \| \| \| \| \| \| \| \| \| \| \| \| \| \| \| \| \| \| \| \| \| \| \| \| \| \| \| \| \| \| \| \| \| \| \| \| \| \| \| \| \| \| \| \| \| \| 11. \| \| \| \| \| \| \| \| \| \| \| \| \| \| \| \| \| \| \| \| \| \| \| \| \| \| \| \| \| \| \| \| \| \| \| \| \| \| \| \| \| \| \| \| \| \| \| \| \| \| \| \| \| \| 23. \| \| \| \| \| \| \| \| \| \| \| \| \| \| \| \| \| \| \| \| \| \| \| \| \| \| \| \| \| \| \| \| \| \| \| \| \| \| \| \| \| \| \| \| \| \| \| \| \| \| \| \| \| \| 1. Alfonso VII de León y Castilla \| \| \| \| \| \| \| \| \| \| \| \| \| \| \| \| \| \| \| \| \| \| \| \| \| \| \| \| \| \| \| \| \| \| \| \| \| \| \| \| \| \| \| \| \| \| \| \| \| \| \| \| \| \| 24. Sancho Garcés III de Pamplona \| \| \| \| \| \| \| \| \| \| \| \| \| \| \| \| \| \| \| \| \| \| \| \| \| \| \| \| \| \| \| \| \| \| \| \| \| \| \| \| \| \| \| \| \| \| \| \| \| \| \| \| \| \| 12. Fernando I de León \| \| \| \| \| \| \| \| \| \| \| \| \| \| \| \| \| \| \| \| \| \| \| \| \| \| \| \| \| \| \| \| \| \| \| \| \| \| \| \| \| \| \| \| \| \| \| \| \| \| \| \| \| \| 25. Muniadona de Castilla \| \| \| \| \| \| \| \| \| \| \| \| \| \| \| \| \| \| \| \| \| \| \| \| \| \| \| \| \| \| \| \| \| \| \| \| \| \| \| \| \| \| \| \| \| \| \| \| \| \| \| \| \| \| 6. Alfonso VI de León \| \| \| \| \| \| \| \| \| \| \| \| \| \| \| \| \| \| \| \| \| \| \| \| \| \| \| \| \| \| \| \| \| \| \| \| \| \| \| \| \| \| \| \| \| \| \| \| \| \| \| \| \| \| 26. Alfonso V de León \| \| \| \| \| \| \| \| \| \| \| \| \| \| \| \| \| \| \| \| \| \| \| \| \| \| \| \| \| \| \| \| \| \| \| \| \| \| \| \| \| \| \| \| \| \| \| \| \| \| \| \| \| \| 13. Sancha de León \| \| \| \| \| \| \| \| \| \| \| \| \| \| \| \| \| \| \| \| \| \| \| \| \| \| \| \| \| \| \| \| \| \| \| \| \| \| \| \| \| \| \| \| \| \| \| \| \| \| \| \| \| \| 27. Elvira Menéndez \| \| \| \| \| \| \| \| \| \| \| \| \| \| \| \| \| \| \| \| \| \| \| \| \| \| \| \| \| \| \| \| \| \| \| \| \| \| \| \| \| \| \| \| \| \| \| \| \| \| \| \| \| \| 3. Urraca I de León \| \| \| \| \| \| \| \| \| \| \| \| \| \| \| \| \| \| \| \| \| \| \| \| \| \| \| \| \| \| \| \| \| \| \| \| \| \| \| \| \| \| \| \| \| \| \| \| \| \| \| \| \| \| 28. Roberto II de Francia \| \| \| \| \| \| \| \| \| \| \| \| \| \| \| \| \| \| \| \| \| \| \| \| \| \| \| \| \| \| \| \| \| \| \| \| \| \| \| \| \| \| \| \| \| \| \| \| \| \| \| \| \| \| 14. Roberto I de Borgoña \| \| \| \| \| \| \| \| \| \| \| \| \| \| \| \| \| \| \| \| \| \| \| \| \| \| \| \| \| \| \| \| \| \| \| \| \| \| \| \| \| \| \| \| \| \| \| \| \| \| \| \| \| \| 29. Constanza de Arlés \| \| \| \| \| \| \| \| \| \| \| \| \| \| \| \| \| \| \| \| \| \| \| \| \| \| \| \| \| \| \| \| \| \| \| \| \| \| \| \| \| \| \| \| \| \| \| \| \| \| \| \| \| \| 7. Constanza de Borgoña \| \| \| \| \| \| \| \| \| \| \| \| \| \| \| \| \| \| \| \| \| \| \| \| \| \| \| \| \| \| \| \| \| \| \| \| \| \| \| \| \| \| \| \| \| \| \| \| \| \| \| \| \| \| 30. Dalmacio de Semur \| \| \| \| \| \| \| \| \| \| \| \| \| \| \| \| \| \| \| \| \| \| \| \| \| \| \| \| \| \| \| \| \| \| \| \| \| \| \| \| \| \| \| \| \| \| \| \| \| \| \| \| \| \| 15. Hélie de Sémur \| \| \| \| \| \| \| \| \| \| \| \| \| \| \| \| \| \| \| \| \| \| \| \| \| \| \| \| \| \| \| \| \| \| \| \| \| \| \| \| \| \| \| \| \| \| \| \| \| \| \| \| \| \| 31. Aremburgia de Vergy \| \| \| \| \| \| \| \| \| \| \| \| \| \| \| \| \| \| \| \| \| \| \| \| \| \| \| \| \| \| \| \| \| \| \| \| \| \| \| \| \| \| \| \| \| \| \| \| \| \| \| \| |                                   |  |  |  |  |  |  |  |  |  |  |  |  |  |  |  |
| |                                   |  |  |  |  |  |  |  |  |  |  |  |  |  |  |  |
| | 16. Otón-Guillermo de Borgoña     |  |  |  |  |  |  |  |  |  |  |  |  |  |  |  |
| |                                   |  |  |  |  |  |  |  |  |  |  |  |  |  |  |  |
| |                                   |  |  |  |  |  |  |  |  |  |  |  |  |  |  |  |
| | 8. Reginaldo I de Borgoña         |  |  |  |  |  |  |  |  |  |  |  |  |  |  |  |
| |                                   |  |  |  |  |  |  |  |  |  |  |  |  |  |  |  |
| |                                   |  |  |  |  |  |  |  |  |  |  |  |  |  |  |  |
| | 17. Ermentrude de Roucy           |  |  |  |  |  |  |  |  |  |  |  |  |  |  |  |
| |                                   |  |  |  |  |  |  |  |  |  |  |  |  |  |  |  |
| |                                   |  |  |  |  |  |  |  |  |  |  |  |  |  |  |  |
| | 4. Guillermo I de Borgoña         |  |  |  |  |  |  |  |  |  |  |  |  |  |  |  |
| |                                   |  |  |  |  |  |  |  |  |  |  |  |  |  |  |  |
| |                                   |  |  |  |  |  |  |  |  |  |  |  |  |  |  |  |
| | 18. Ricardo II de Normandía       |  |  |  |  |  |  |  |  |  |  |  |  |  |  |  |
| |                                   |  |  |  |  |  |  |  |  |  |  |  |  |  |  |  |
| |                                   |  |  |  |  |  |  |  |  |  |  |  |  |  |  |  |
| | 9. Adelaida de Normandía          |  |  |  |  |  |  |  |  |  |  |  |  |  |  |  |
| |                                   |  |  |  |  |  |  |  |  |  |  |  |  |  |  |  |
| |                                   |  |  |  |  |  |  |  |  |  |  |  |  |  |  |  |
| | 19. Judith de Bretaña             |  |  |  |  |  |  |  |  |  |  |  |  |  |  |  |
| |                                   |  |  |  |  |  |  |  |  |  |  |  |  |  |  |  |
| |                                   |  |  |  |  |  |  |  |  |  |  |  |  |  |  |  |
| | 2. Raimundo de Borgoña            |  |  |  |  |  |  |  |  |  |  |  |  |  |  |  |
| |                                   |  |  |  |  |  |  |  |  |  |  |  |  |  |  |  |
| |                                   |  |  |  |  |  |  |  |  |  |  |  |  |  |  |  |
| | 20.                               |  |  |  |  |  |  |  |  |  |  |  |  |  |  |  |
| |                                   |  |  |  |  |  |  |  |  |  |  |  |  |  |  |  |
| |                                   |  |  |  |  |  |  |  |  |  |  |  |  |  |  |  |
| | 10.                               |  |  |  |  |  |  |  |  |  |  |  |  |  |  |  |
| |                                   |  |  |  |  |  |  |  |  |  |  |  |  |  |  |  |
| |                                   |  |  |  |  |  |  |  |  |  |  |  |  |  |  |  |
| | 21.                               |  |  |  |  |  |  |  |  |  |  |  |  |  |  |  |
| |                                   |  |  |  |  |  |  |  |  |  |  |  |  |  |  |  |
| |                                   |  |  |  |  |  |  |  |  |  |  |  |  |  |  |  |
| | 5. Estefanía de Borgoña           |  |  |  |  |  |  |  |  |  |  |  |  |  |  |  |
| |                                   |  |  |  |  |  |  |  |  |  |  |  |  |  |  |  |
| |                                   |  |  |  |  |  |  |  |  |  |  |  |  |  |  |  |
| | 22.                               |  |  |  |  |  |  |  |  |  |  |  |  |  |  |  |
| |                                   |  |  |  |  |  |  |  |  |  |  |  |  |  |  |  |
| |                                   |  |  |  |  |  |  |  |  |  |  |  |  |  |  |  |
| | 11.                               |  |  |  |  |  |  |  |  |  |  |  |  |  |  |  |
| |                                   |  |  |  |  |  |  |  |  |  |  |  |  |  |  |  |
| |                                   |  |  |  |  |  |  |  |  |  |  |  |  |  |  |  |
| | 23.                               |  |  |  |  |  |  |  |  |  |  |  |  |  |  |  |
| |                                   |  |  |  |  |  |  |  |  |  |  |  |  |  |  |  |
| |                                   |  |  |  |  |  |  |  |  |  |  |  |  |  |  |  |
| | 1. Alfonso VII de León y Castilla |  |  |  |  |  |  |  |  |  |  |  |  |  |  |  |
| |                                   |  |  |  |  |  |  |  |  |  |  |  |  |  |  |  |
| |                                   |  |  |  |  |  |  |  |  |  |  |  |  |  |  |  |
| | 24. Sancho Garcés III de Pamplona |  |  |  |  |  |  |  |  |  |  |  |  |  |  |  |
| |                                   |  |  |  |  |  |  |  |  |  |  |  |  |  |  |  |
| |                                   |  |  |  |  |  |  |  |  |  |  |  |  |  |  |  |
| | 12. Fernando I de León            |  |  |  |  |  |  |  |  |  |  |  |  |  |  |  |
| |                                   |  |  |  |  |  |  |  |  |  |  |  |  |  |  |  |
| |                                   |  |  |  |  |  |  |  |  |  |  |  |  |  |  |  |
| | 25. Muniadona de Castilla         |  |  |  |  |  |  |  |  |  |  |  |  |  |  |  |
| |                                   |  |  |  |  |  |  |  |  |  |  |  |  |  |  |  |
| |                                   |  |  |  |  |  |  |  |  |  |  |  |  |  |  |  |
| | 6. Alfonso VI de León             |  |  |  |  |  |  |  |  |  |  |  |  |  |  |  |
| |                                   |  |  |  |  |  |  |  |  |  |  |  |  |  |  |  |
| |                                   |  |  |  |  |  |  |  |  |  |  |  |  |  |  |  |
| | 26. Alfonso V de León             |  |  |  |  |  |  |  |  |  |  |  |  |  |  |  |
| |                                   |  |  |  |  |  |  |  |  |  |  |  |  |  |  |  |
| |                                   |  |  |  |  |  |  |  |  |  |  |  |  |  |  |  |
| | 13. Sancha de León                |  |  |  |  |  |  |  |  |  |  |  |  |  |  |  |
| |                                   |  |  |  |  |  |  |  |  |  |  |  |  |  |  |  |
| |                                   |  |  |  |  |  |  |  |  |  |  |  |  |  |  |  |
| | 27. Elvira Menéndez               |  |  |  |  |  |  |  |  |  |  |  |  |  |  |  |
| |                                   |  |  |  |  |  |  |  |  |  |  |  |  |  |  |  |
| |                                   |  |  |  |  |  |  |  |  |  |  |  |  |  |  |  |
| | 3. Urraca I de León               |  |  |  |  |  |  |  |  |  |  |  |  |  |  |  |
| |                                   |  |  |  |  |  |  |  |  |  |  |  |  |  |  |  |
| |                                   |  |  |  |  |  |  |  |  |  |  |  |  |  |  |  |
| | 28. Roberto II de Francia         |  |  |  |  |  |  |  |  |  |  |  |  |  |  |  |
| |                                   |  |  |  |  |  |  |  |  |  |  |  |  |  |  |  |
| |                                   |  |  |  |  |  |  |  |  |  |  |  |  |  |  |  |
| | 14. Roberto I de Borgoña          |  |  |  |  |  |  |  |  |  |  |  |  |  |  |  |
| |                                   |  |  |  |  |  |  |  |  |  |  |  |  |  |  |  |
| |                                   |  |  |  |  |  |  |  |  |  |  |  |  |  |  |  |
| | 29. Constanza de Arlés            |  |  |  |  |  |  |  |  |  |  |  |  |  |  |  |
| |                                   |  |  |  |  |  |  |  |  |  |  |  |  |  |  |  |
| |                                   |  |  |  |  |  |  |  |  |  |  |  |  |  |  |  |
| | 7. Constanza de Borgoña           |  |  |  |  |  |  |  |  |  |  |  |  |  |  |  |
| |                                   |  |  |  |  |  |  |  |  |  |  |  |  |  |  |  |
| |                                   |  |  |  |  |  |  |  |  |  |  |  |  |  |  |  |
| | 30. Dalmacio de Semur             |  |  |  |  |  |  |  |  |  |  |  |  |  |  |  |
| |                                   |  |  |  |  |  |  |  |  |  |  |  |  |  |  |  |
| |                                   |  |  |  |  |  |  |  |  |  |  |  |  |  |  |  |
| | 15. Hélie de Sémur                |  |  |  |  |  |  |  |  |  |  |  |  |  |  |  |
| |                                   |  |  |  |  |  |  |  |  |  |  |  |  |  |  |  |
| |                                   |  |  |  |  |  |  |  |  |  |  |  |  |  |  |  |
| | 31. Aremburgia de Vergy           |  |  |  |  |  |  |  |  |  |  |  |  |  |  |  |
| |                                   |  |  |  |  |  |  |  |  |  |  |  |  |  |  |  |
| |                                   |  |  |  |  |  |  |  |  |  |  |  |  |  |  |  |

| Predecesor: Urraca I | Rey de León 1126-1157     | Sucesor: Fernando II de León    |
| Predecesor: Urraca I | Rey de Castilla 1126-1157 | Sucesor: Sancho III de Castilla |